# Рожанче
Рожанче (словен. Rožanče) — поселення в общині Блоке, Регіон Нотрансько-крашка, Словенія. Висота над рівнем моря: 751,9 м.